# سيسيل شارب
كان سيسيل جيمس شارب (22 نوفمبر 1859- 23 يونيو 1924) جامع أغان ورقصات شعبية وموسيقى آلاتية إنجليزي المولد، إضافة إلى كونه محاضرًا ومدرسًا ومؤلفًا وموسيقيًا. كان الناشط الأبرز في تطوير إحياء الأغنية الشعبية في إنجلترا في الفترة الإدواردية. وفقًا لكتاب الأغنية الشعبية في إنجلترا، كان شارب «الشخصية الأهم بلا منازع في دراسة الأغنية والموسيقى الشعبية».
جمع شارب أكثر من أربعة آلاف أغنية من مغنين ريفيين بسيطين، من كل من جنوب غرب إنجلترا ومنطقة أبالاشيا في الولايات المتحدة. نشر سلسلة موسعة من كتب الأغاني بناء على أبحاثه في الميدان، غالبًا رفقة ترتيبات على البيانو، وكتب عملًا نظريًا مؤثرًا اسمه: الأغنية الشعبية الإنجليزية: بعض الاستنتاجات. سجل أيضًا أمثلة باقية من رقصة موريس، ولعب دورًا مهمًا في إحياء كل من رقصة موريس والرقصة الإنجليزية الريفية. في 1911، شارك في تأسيس جمعية الرقص الإنجليزي الشعبي، والتي دُمجت لاحقًا بجمعية الأغنية الشعبية لتشكلا جمعية الرقص والأغنية الشعبيين الإنجليزيين، والتي ما تزال مزدهرة حتى اليوم.
يمتد إرث سيسيل شارب الموسيقي إلى الموسيقى الأوركسترالية الإنجليزية، والغناء في الصفوف الذي اختبرته أجيال من أطفال المدارس. استخدم العديد من أشهر موسيقيي الإحياء الشعبي منذ ستينيات القرن الماضي حتى اليوم أغاني جمعها شارب في أعمالهم. تشهد العشرات من فرق رقص موريس في جميع أنحاء إنجلترا، وفي خارجها، على مرونة الإحياء الذي لعب دورًا كبيرًا في الحفاظ عليه. في الولايات المتحدة، أُسست جمعية الأغنية بدعم من شارب، واستمر الراقصون هناك بالمشاركة في أساليب طورها هو.
في العقود الأربعة الأخيرة، أثار عمل شارب جدالًا حاميًا في حقل السياسة الثقافية، وقامت مزاعم ومزاعم مضادة لها فيما يتعلق بالانتقائية والاستباحة والرقابة والعنصرية.

## نشأته
وُلد شارب في كامبرويل بسري، وكان الابن الأكبر لجيمس شارب (تاجر أردواز مهتم بعلم الآثار والعمارة والأثاث القديم والموسيقى) وزوجته جين، التي كان اسم عائلتها قبل الزواج بلويد، وكانت تحب الموسيقى أيضًا. سمياه تيمنًا بالقديسة سيزيليا راعية الموسيقيين، والتي وُلد في عيدها. تلقى شارب تعليمه في آبينغهام، لكنه غادر بعمر الخامسة عشرة وتلقى تدريبًا خاصًا في جامعة كامبردج، حيث جدف في قارب كلية كلير وتخرج بشهادة بكالوريوس الآداب في 1882.

## في أستراليا
قرر شارب الهجرة إلى أستراليا بناء على اقتراح والده. وصل إلى أديلايد في نوفمبر 1882 وحصل في بداية 1883 على وظيفة كاتب في مصرف جنوب أستراليا التجاري. قرأ قليلًا في القانون، وفي أبريل 1884، صار مساعدًا لقاضي القضاة السير سامويل جيمس واي. ظل في هذا المنصب حتى 1889 وقتما استقال وكرس كامل وقته للموسيقى. صار عازف أورغن مساعد في كاتدرائية سانت بيتر بُعيد وصوله، وعمل قائد أوركسترا في جمعية كورال دار الحكومة وجمعية كورال الكاتدرائية. صار لاحقًا قائد أوركسترا أديلايد فيلهارمونيك، وفي 1889 دخل في شراكة مع آي. جي. ريمان بصفة مدير مشترك لكلية أديلايد للموسيقى.
كان محاضرًا ناجحًا جدًا، لكن في منتصف 1891 تقريبًا حُلت الشراكة. استمرت المدرسة بإدارة ريمان، وفي 1898، تطورت إلى معهد إلدر للموسيقى في اتصال مع الجامعة. شكل شارب صداقات عديدة، وطلب منه خطاب وقعه 300 شخص أن يتابع عمله في أديلايد، لكنه قرر العودة إلى إنجلترا ووصل إليها في يناير 1892. في خلال إقامته بأديلايد، ألف موسيقى أوبريت ديمبلز لفرز التي أداها نادي أديلايد غاريك في قاعة ألبيرت يوم 9 سبتمبر 1890، وقطعتي أوبرا خفيفتين هما سيلفيا، التي أُنتجت في المسرح الملكي يوم 4 ديسمبر 1890، وجونكيل. كتب النص الأوبرالي في كلتيهما غاي بوثبي. كتب شارب أيضًا موسيقى بعض أغاني الأطفال التي غنتها جمعية كورال الكاتدرائية.

## عودته إلى إنجلترا
في 1892، عاد شارب إلى إنجلترا، وفي يوم 22 أغسطس 1893، تزوج في إيست كليفدون بسومرسيت من كونستانس دوروثيا بيرش، وهي محبة للموسيقى أيضًا. أنجبا ثلاث بنات وابنًا. في 1893 أيضًا، عينته مدرسة لودغروف مدرس موسيقى، وهي مدرسة إعدادية في شمال لندن. في خلال سنواته السبع عشرة في هذا المنصب، عمل في عدد من الوظائف الموسيقية الأخرى.
منذ 1896، شغل شارب منصب مدير معهد موسيقى هامبستيد، وهي وظيفة نصف يومية وفرت له منزلًا. في 1904، التقى إيما أوفرد للمرة الأولى. كانت عاملة زراعية بالكاد متعلمة ولها ستة أطفال. تحمس شارب إزاء غنائها ودوّن العديد من أغانيها. في يوليو 1905، استقال من منصبه بعد نزاع مطول بخصوص الأجر وحقه بقبول طلاب مقابل رسوم إضافية. اضطر إلى ترك منزل المدير، وإلى جانب منصبه في لودغروف، كان دخله منذ ذاك الحين فصاعدًا مستمدًا بمعظمه من المحاضرة والنشر عن الموسيقى الشعبية. 
درّس شارب الموسيقى وألفها. ولأن علم أصول التدريس الموسيقي في زمانه نشأ بألمانيا وكان قائمًا بالكامل على نغمات من الموسيقى الشعبية الألمانية، صار شارب مهتمًا، بصفته مدرّس موسيقى، بالموسيقى الشعبية الصوتية والآلاتية (الرقص) للجزر البريطانية، ولا سيما النغمات. شعر أنه ينبغي للناطقين بالإنجليزية (وبقية اللغات المحكية في بريطانيا وأيرلندا) أن يتعرفوا على إرث التعبير اللحني الذي نشأ في المناطق المختلفة هناك. بدأ بجمع الأغاني الشعبية في 1903 في أثناء زيارة لصديقه (ومحرر كلمات الأغاني) من أيامه بأديلايد، تشارلز مارسون، الذي صار خوريًا في هامبريدج بجنوب سومرست. جمع ما يزيد على 1.600 نغمة ونص من 350 مغنٍ، واستخدم شارب هذه الأغاني في محاضراته وحملاته الصحفية للحث على إنقاذ الأغنية الشعبية الإنجليزية. رغم أن شارب جمع الأغاني من 15 مقاطعة بعد عام 1907، كانت أغاني سومرست لب تجربته ونظرياته.
صار شارب مهتمًا بالرقص الإنجليزي التقليدي عندما رأى مجموعة من راقصي موريس رفقة عازف الكونسيرتينا ويليام كيمبر في قرية هيدينغتون كواري، قبالة أوكسفورد، في عيد الميلاد 1899. في ذلك الوقت، كانت رقصة موريس تُؤدى في أشكال إقليمية في المناطق الريفية بمختلف أرجاء إنجلترا، وأدى الاهتمام الذي ولدته تدوينات شارب إلى نشر الممارسة في المناطق الحضرية، ونتج عنها تعميم أنماط من رقص موريس التي فضلها شارب أكثر من الأنماط الإقليمية الأخرى.